# Barbat
Barbat (en llatí Barbatus) era un cognomen utilitzat per la gens Horàcia.
Va ser també un dels sobrenoms de Publi Corneli Escipió cònsol l'any 328 aC, de Tit Quint Capitolí Barbat I, cònsol el 421 aC, Tit Quint Capitolí Barbat II, tribú amb potestat consolar el 405 aC, i de Marc Valeri Messal·la Barbat Appià cònsol l'any 12 aC.
Altre personatges que van portar el cognomen Barbat van ser:
- Marc Horaci Barbat, cònsol romà.
- Luci Horaci Barbat, tribú amb poder consolar l'any 425 aC.